# Marcus Nonius Balbus

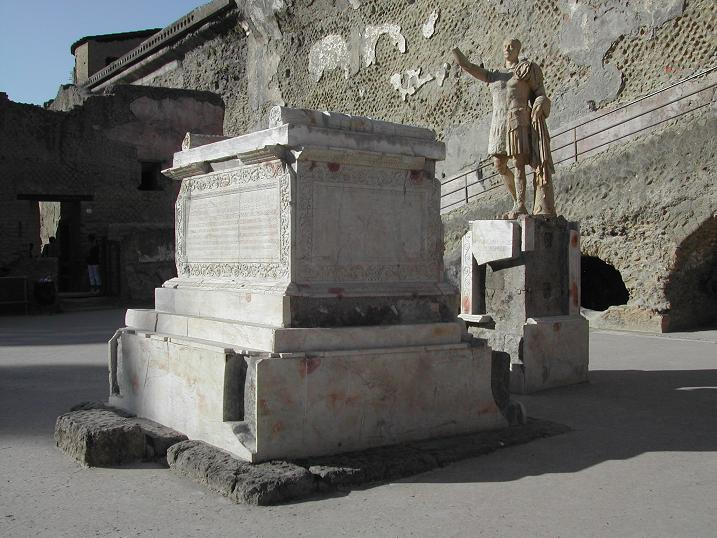
Posąg i grobowiec z inskrypcją upamiętniającą Balbusa. Herkulanum

Marcus Nonius Balbus (I w. n.e.) - polityk antycznego rzymskiego miasta Pompeje, ojciec Brutusa Balbusa. Prokonsul i pretor miasta Herkulanum, którego był patronem. Urodził się w Nocera Inferiore.
Z Herkulanum pochodzi grobowiec Balbusa, na nim zaś umieszczono inskrypcję. Z Herkulanum pochodzi także marmurowy posąg, wykonany przez byłego jego niewolnika i mieszczący się nieopodal grobowca. Balbus upamiętniony został łącznie co najmniej dwunastoma posągami. Powstała również basilica Noniana, w której umieszczono także posągi członków jego rodziny.